# Giannozzo Manetti

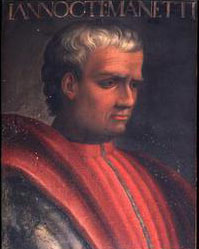
Retrato de Giannozzo Manetti por Cristofano dell'Altissimo, óleo sobre tabla, 59 x 41 cm, Florencia, Galleria degli Uffizi.

Giannozzo Manetti (Florencia, 5 de junio de 1396 - Nápoles, 1459) fue un humanista italiano dedicado especialmente a la filología. Además desarrolló encargos como político y diplomático de Florencia. Gran orador y conocedor de las lenguas clásicas y del hebreo.

## Vida
Era hijo de un noble comerciante de la ciudad de Florencia. En 1421 dejó los negocios de la familia para dedicarse enteramente a los estudios. Su maestro de griego fue Ambrosio Traversari y estudió las demás disciplinas humanistas con los agustinos de Florencia. Allí mismo aprendió también el hebreo por medio de mercaderes amigos de su padre como Immanuel ben Abraham de San Miniato. 
En 1429 comienza su carrera política llegando a ser parte del grupo de los Dodici Buonomini. Se desempeñó como diplomático exitoso en Génova, Roma, Nápoles. Sin embargo, las diversas vicisitudes del reino de Nápoles lo llevaron a enemistarse con los Médici que lo mandaron al exilio en 1453. Entonces se trasladó a Roma donde fue nombrado secretario pontificio del Papa Nicolás V y colaboró en la fundación de la Biblioteca Vaticana. Luego, tras la muerte del Papa se trasladó a Nápoles donde sirvió al rey Alfonso V.
A su muerte era ya un afamado escritor.

## Obra
Se conserva una colección de sus discursos (Orationes) que muestran su potente retórica y la influencia de Cicerón en su oratoria. Además el uso constante de fuentes clásicas y bíblicas. En 1452 publicó De dignitate et excellentia hominis, donde muestra su concepto del hombre.
Realizó una traducción del Nuevo Testamento griego al latín y comenzó otra del Antiguo Testamento, pero a partir del hebreo. Este último intento era el más revolucionario pues pretendía iluminar los pasajes más oscuros por medio de la exégesis de rabinos judíos. Sin embargo, su muerte le impidió llevar a cabo este trabajo: dejó solo la traducción de los salmos. De cualquier forma, aunque no logró publicar este libro no dejó de recibir críticas dado que, según se creía, el texto latino de la Vulgata era perfecto y no requería modificaciones. Por ello, Manetti escribió una apología que dirigió al rey Alfonso V (Apologeticus) en la que hace ver que en las disputas con los hebreos ellos siempre se quejaban de la traducción del Antiguo Testamento que los cristianos usaban y que para favorecer la polémica se hacía necesario contar con una traducción adecuada que no dejara escapatoria a los judíos de entablar la discusión de fondo. Además, el problema se hacía más complejo ya que se contaba con dos traducciones del libro de los Salmos.  Además, Manetti se atreve en esta carta a poner en duda la leyenda sobre la traducción de la Septuaginta haciendo ver al rey que había encontrado idéntica pretensión en un texto de Pisístrato sobre las obras de Homero. Finalmente, somete al rey los principios que guiaban su propia traducción: conocimiento profundo de las lenguas originales, conocimiento de la lengua a la que se traduce, evitar la perfecta literalidad que es imposible debido a que existen términos que es imposible llevar de una lengua a otra, perfección estilística del texto traducido.
Otra obra que dejó inconclusa es Adversus Iudaeos et Gentes. En realidad es una historia de la humanidad que narra relatos como el de la Torre de Babel haciendo ver que este episodio fue el inicio del paganismo. Critica todas las religiones con excepción de la hebraica del tiempo, pero hace un análisis humano (sin valorar o comentar los aspectos sobrenaturales o las intervenciones divinas) de la historia de Israel.
Escribió también biografías de personajes de su tiempo como el mismo Papa Nicolás V.